# Phoma leveillei
Phoma leveillei är en lavart som beskrevs av Boerema & G.J. Bollen 1975. Phoma leveillei ingår i släktet Phoma, ordningen Pleosporales, klassen Dothideomycetes, divisionen sporsäcksvampar och riket svampar.   Inga underarter finns listade i Catalogue of Life.